# デーモン・ナイト記念グランド・マスター賞
デーモン・ナイト記念グランド・マスター賞（デーモン・ナイトきねんグランド・マスターしょう、Damon Knight Memorial Grand Master Award）は、アメリカSFファンタジー作家協会 (SFWA) より与えられるSFの賞である。SFまたはファンタジーに対して多大な貢献を成し遂げた存命の作家に授与される。ネビュラ賞ではないが、ネビュラ賞授与のセレモニーで同時に与えられる。グランド・マスター賞 (Grand Master Award) として知られていたが、2002年に故デーモン・ナイトを讃え現在の名に改名された。

## 受賞者リスト
- 1975年 ロバート・A・ハインライン (1907 - 1988)
- 1976年 ジャック・ウィリアムスン (1908 - 2006)
- 1977年 クリフォード・D・シマック (1904 - 1988)
- 1978年 L・スプレイグ・ディ＝キャンプ (1907 - 2000)
- 1981年 フリッツ・ライバー (1910 - 1992)
- 1984年 アンドレ・ノートン (1912 - 2005)
- 1986年 アーサー・C・クラーク (1917 - 2008)
- 1987年 アイザック・アシモフ (1920 - 1992)
- 1988年 アルフレッド・ベスター (1913 - 1987)
- 1989年 レイ・ブラッドベリ (1920 - 2012)
- 1991年 レスター・デル・レイ (1915 - 1993)
- 1993年 フレデリック・ポール (1919 - 2013)
- 1995年 デーモン・ナイト (1922 - 2002)
- 1996年 A・E・ヴァン・ヴォークト (1912 - 2000)
- 1997年 ジャック・ヴァンス (1916 - 2013)
- 1998年 ポール・アンダースン (1926 - 2001)
- 1999年 ハル・クレメント (1922 - 2003)
- 2000年 ブライアン・オールディス (1925 - )
- 2001年 フィリップ・ホセ・ファーマー (1918 - 2009)
- 2003年 アーシュラ・K・ル＝グウィン (1929 - )
- 2004年 ロバート・シルヴァーバーグ (1935 - )
- 2005年 アン・マキャフリイ (1926 - 2011)
- 2006年 ハーラン・エリスン (1934 - )
- 2007年 ジェイムズ・E・ガン (1923 - )
- 2008年 マイケル・ムアコック (1939 - )
- 2009年 ハリイ・ハリスン (1925 - 2012)
- 2010年 ジョー・ホールドマン (1943 - )
- 2012年 コニー・ウィリス (1945 - )
- 2013年 ジーン・ウルフ (1931 – )
- 2014年 サミュエル・R・ディレイニー (1942 – )
- 2015年 ラリー・ニーヴン (1938–)
- 2016年 C・J・チェリイ (1942–)
- 2017年 ジェイン・ヨーレン (1939–)
- 2018年 ピーター・S・ビーグル (1939–)
- 2019年 ウィリアム・ギブスン (1948–)
- 2020年 L・M・ビジョルド (1949–)

1995年までは10年ごとに6名という制限があったが、死後に授与されないという事実が考慮され、毎年1名と制限が緩和された。

## 関連
- ガンダルフ・グランド・マスター賞 - 1974年から1980年の間ワールドコンでファンタジーの分野での生涯の功績に対し与えられた賞
- 1995年よりアメリカSFファンタジー作家協会は名誉作家のタイトルを設けた。「先の作家のSFとファンタジーの分野に特筆すべき貢献をなし、最早現役を退き、または素晴らしい作品があまり知られていない作家に対し、その理解と正当な評価を進めるため」に創設された。名誉作家は毎年のネビュラ賞セレモニーに、スピーチのため招待される。